# Apogeum (blues-rockowy zespół muzyczny)
Apogeum – zespół muzyczny działający na Śląsku od 1972 wykonujący muzykę blues-rockową z elementami awangardy rockowej.
Zespół tworzyli Jan Skrzek, Leszek Winder, Jerzy Kawalec i Michał Giercuszkiewicz. Formacja nie pozostawiła po sobie nagrań. Koncertowała głównie w klubach studenckich, grając do tańca. Na jej repertuar składały się wyłącznie własne utwory instrumentalne.
Po pewnym czasie muzycy rozwiązali Apogeum a Winder i Kawalec stali się członkami grupy Krzak (1975). Giercuszkiewicz grał w grupach Kwadrat i Dżem. 
Jan Skrzek rozpoczął karierę solową. Muzycy pozostawali zawsze w bliskim i przyjacielskim kontakcie.  
Muzycy Apogeum koncertowali i nagrywali między innymi z Ryszardem Skibińskim, Ryszardem Riedelem, Józefem Skrzekiem, Tomaszem Stańko, Elżbietą Mielczarek, Zbigniewem Hołdysem, Ireneuszem Dudkiem oraz zespołami: Krzak, Dżem, SBB, Kwadrat i wieloma innymi.  
W 1986 roku powstał zespół Bezdomne Psy w składzie: Leszek Winder, Jerzy Kawalec i Michał Giercuszkiewicz. Grupa oprócz własnej działalności brała udział w nagraniach i koncertach Jana Skrzeka 
W 1999, z okazji jubileuszu 25-lecia powstania, zespół Apogeum reaktywował się na jeden koncert w oryginalnym składzie.
Śmierć Jerzego Kawalca 9 września 2003 przerwała dalszą działalność zespołu. Kontynuacją jest Śląska Grupa Bluesowa